# Haplinis
Haplinis is een geslacht van spinnen uit de familie hangmatspinnen (Linyphiidae).

## Soorten
De volgende soorten zijn bij het geslacht ingedeeld:
- Haplinis abbreviata (Blest, 1979)
- Haplinis alticola Blest & Vink, 2002
- Haplinis anomala Blest & Vink, 2003
- Haplinis antipodiana Blest & Vink, 2002
- Haplinis attenuata Blest & Vink, 2002
- Haplinis australis Blest & Vink, 2003
- Haplinis banksi (Blest, 1979)
- Haplinis brevipes (Blest, 1979)
- Haplinis chiltoni (Hogg, 1911)
- Haplinis contorta (Blest, 1979)
- Haplinis diloris (Urquhart, 1886)
- Haplinis dunstani (Blest, 1979)
- Haplinis exigua Blest & Vink, 2002
- Haplinis fluviatilis (Blest, 1979)
- Haplinis fucatinia (Urquhart, 1894)
- Haplinis fulvolineata Blest & Vink, 2002
- Haplinis horningi (Blest, 1979)
- Haplinis inexacta (Blest, 1979)
- Haplinis innotabilis (Blest, 1979)
- Haplinis insignis (Blest, 1979)
- Haplinis major (Blest, 1979)
- Haplinis marplesi Blest & Vink, 2003
- Haplinis minutissima (Blest, 1979)
- Haplinis morainicola Blest & Vink, 2002
- Haplinis mundenia (Urquhart, 1894)
- Haplinis paradoxa (Blest, 1979)
- Haplinis redacta (Blest, 1979)
- Haplinis rufocephala (Urquhart, 1888)
- Haplinis rupicola (Blest, 1979)
- Haplinis silvicola (Blest, 1979)
- Haplinis similis (Blest, 1979)
- Haplinis subclathrata Simon, 1894
- Haplinis subdola (O. P.-Cambridge, 1879)
- Haplinis subtilis Blest & Vink, 2002
- Haplinis taranakii (Blest, 1979)
- Haplinis tegulata (Blest, 1979)
- Haplinis titan (Blest, 1979)
- Haplinis tokaanuae Blest & Vink, 2002
- Haplinis wairarapa Blest & Vink, 2002